# Gabriel Camps
Pour les articles homonymes, voir Camps.
Gabriel Camps est un préhistorien français, spécialiste de l'histoire des Berbères, né le 20 mai 1927 à Misserghin, Oran (Algérie) et mort le 6 septembre 2002 à Aix-en-Provence (Bouches-du-Rhône). 
Il laisse une œuvre considérable consacrée essentiellement à la préhistoire et à la protohistoire de la Méditerranée occidentale, plus particulièrement de l'Afrique du Nord-Ouest. L'essentiel de ses recherches a été mené en Algérie et en Corse. 

## Biographie
Gabriel Camps est le fils d'Ernest Camps, né le 23 mai 1892 à Mustapha, Algérie, et d'Émilie Marguerite Grégoire, née le 8 décembre 1890 à Arzew, Algérie, mariés à Alger, le 18 janvier 1921. Il fait toutes ses études en Algérie. Après l'obtention du CAPES d'histoire, il enseigne aux lycées de Blida et de Ben-Aknoun à Alger. 
En 1959, Gabriel Camps entre au CNRS et intègre le Centre de recherches anthropologiques, préhistoriques et ethnologiques (CRAPE) créé par Jacques Soustelle. En 1961, il soutient ses deux thèses de doctorat intitulées Aux origines de la Berbérie et sous-titrées l'une Monuments et rites funéraires protohistoriques et l'autre Massinissa ou les débuts de l'histoire, qui annoncent déjà ce que seront ses futurs travaux. Durant la guerre d'Algérie, il poursuit ses recherches sur le terrain (dolmens de Beni Messous, gisement atérien près d'Arzew) et ses travaux sur la typologie des monuments funéraires du Maghreb. En 1962, il devient directeur du CRAPE et du Musée National d'Ethnographie et de Préhistoire du Bardo à Alger dont il conservera la direction jusqu'en 1969, durant toute la période transitoire où des universitaires français s'étaient vus confier plusieurs instituts de recherche. Il est nommé professeur à l'université d'Alger. Dans le cadre de l'Institut de recherches sahariennes, il mène plusieurs missions sur le terrain au Tassili.
En 1969, il quitte l'Algérie et s'installe à Aix-en-Provence, comme professeur à l'université de Provence, et fonde le Laboratoire d'anthropologie et de préhistoire de la Méditerranée occidentale (LAPMO) où il accueille de nombreux étudiants venus notamment du Maghreb.
Spécialiste de la préhistoire du Maghreb, ses travaux portent surtout sur la préhistoire algérienne (atérien, capsien, épipaléolithique, néolithique) mais aussi marocaine et tunisienne. Il s'intéresse aussi au commerce de l'obsidienne et au peuplement des îles en Méditerranée et notamment à la Corse. Il démontre l'existence d'un âge du Bronze en Afrique du Nord.

## Historien du monde berbère
Gabriel Camps a étudié la période préromaine en Afrique du Nord, et essentiellement les croyances de cette période (Dii Mauri), les tribus d'Afrique, les royaumes berbères, l'épigraphie libyque, les pratiques funéraires, le monde punique, le monde romain, mais l'essentiel de son œuvre concerne la protohistoire. Le monde berbère a été pour lui une préoccupation constante. Il a publié sur ce sujet deux livres, de nombreux articles, et a fondé l'Encyclopédie berbère qu'il a dirigé efficacement en y rédigeant un très grand nombre de notices. Après son décès en 2002 et conformément à ses souhaits, la publication de l'encyclopédie est poursuivie sous la direction de Salem Chaker, professeur de langues berbères à l'Institut national des langues et civilisations orientales (INALCO, Paris).

À propos de l'origine des Berbères, Gabriel Camps relevait la diversité des dialectes et le fractionnement des populations sur plusieurs États, ou encore l'absurdité d'une interprétation raciale du terme « berbère » : 
«  En fait il n’y a aujourd’hui ni une langue berbère, dans le sens où celle-ci serait le reflet d’une communauté ayant conscience de son unité, ni un peuple berbère et encore moins une race berbère. Sur ces aspects négatifs tous les spécialistes sont d’accord… et cependant les Berbères existent. »
Il n'en affirmait pas moins l'existence d'un groupe humain bien identifiable auquel il était profondément attaché et dont il chercha à montrer la permanence sur la longue durée. Sur la base de ses observations anthropologiques et linguistiques, il plaçait les origines des Berbères chez les proto-méditerranéens capsiens dont l'arrivée avait précédé le néolithique, ce qui faisait de leurs descendants de vrais autochtones. La langue berbère appartient linguistiquement au groupe chamito-sémitique. Il insistait aussi sur la diversité des apports de peuplement que connut par la suite l'Afrique du Nord et qui vinrent se fondre dans ce premier fonds de peuplement.

## Distinctions
- Membre de l'Académie des sciences d'outre-mer.
- Correspondant de l'Institut de France (Académie des inscriptions et belles-lettres).
- Prix maréchal-Louis-Hubert-Lyautey 1963 de l'Académie des sciences d'outre-mer pour Monuments et rites funéraires protohistoriques : aux origines de la Berbérie.
- Prix Louis-Castex 1983 de l’Académie française pour La Préhistoire. A la recherche du paradis perdu.

## Publications
(liste partielle)
- Aux origines de la Berbérie, Monuments et rites funéraires protohistoriques, 1962.
- Afrique du Nord au féminin, Perrin, 1992.
- Encyclopédie berbère, Édisud, 1985-2002 : vingt-cinq fascicules et plus de 4 000 pages, pour moitié écrites par Gabriel Camps. Encyclopédie berbère en ligne
- Berbères, mémoire et identité, Errance, 1987. Réédité en 2007, aux éditions Actes Sud
- Préhistoire d'une île. La Corse des origines, 1988, Errance, 1991, 2010.
- Introduction à la Préhistoire, Perrin, coll. « Points histoire », 1982.
- Atlas préhistorique du Midi méditerranéen français, 1978-1981 : ouvrage collectif dirigé par l'auteur.
- Les Berbères, aux marges de l'Histoire, Hespérides, 1980.
- Épipaléolithique méditerranéen, 1975 : ouvrage collectif dirigé par l'auteur.
- L'Homme de Cro-Magnon : anthropologie et archéologie, 1970, Faton, 1992 : ouvrage collectif dirigé par l'auteur et par Georges Olivier.